# Kultura se západní lineární keramikou
Kultura se západní lineární keramikou (jiné názvy: kultura s lineární keramikou v užším smyslu,  kultura se zadunajskou lineární keramikou, dříve: kultura s volutovou keramikou, volutová kultura) byla neolitická kultura ve střední Evropě, součást kultury s lineární keramikou v širším smyslu. Datuje se do cca 5700 př. Kr. – 5000 př. Kr. (resp. do 4700 př. Kr. včetně želiezovské skupiny) dle novějšího datování, resp. 5000 – 4200 př. Kr. (resp. do 3900 př. Kr. včetně želiezovské skupiny) podle staršího datování. Pojem kultura se zadunajskou linární keramikou se v užším smyslu vztahuje pouze na oblast Zadunají a její blízké okolí.

## Charakteristika kultury se západní lineární keramikou
Kultura se západní lineární keramikou byla zpočátku rozšířená v okolí západního Maďarska, nakonec od severovýchodní Francie, přes Německo, jižní Polsko po Rakousko, Maďarsko, Srbsko a Moldavsko (kromě území kultury s východní lineární keramikou). Navázala na starčevsko-krišskou kulturu Velké uherské nížiny. 
Jádro kultury se západní lineární keramikou tvoří dvě fáze:
- starší lineární keramika
- mladší lineární keramika

## Kultura se západní lineární keramikou na Slovensku
Kultura se západní lineární keramikou se vyskytovala na západním Slovensku (ke konci i na středním Slovensku a na Spiši). Pronikala sem z jihu směrem proti povodím Moravy, Hronu a Nitry. 
Z prvního stadia kultury (starší lineární keramika, starý neolit) se na západním Slovensku našlo asi 50 osad rolníků. Většinou přetrvaly asi 300/400 let. Nacházely se na sprašových terasách při tocích (Morava, Dudváh, Hron, Nitra), méně často na hnědozemních pahorcích nebo písečných dunách velkých niv řek. Z nejstaršího období je keramika ještě velmi špatně vypálená, většinou silnostěnná, s drsným nezdobeným povrchem . 
Z mladšího stadia kultury (mladší lineární keramika, nověji 5300 – 5000, dříve 4600 – 4300 př. n. l., a Želiezovská skupina, nověji 5000 – 4700, dříve 4300 – 3900/3800 př. Kr.), které již máme doloženy i ze středního Slovenska (Liptov, Zvolen) a ze Spiše, se zachovalo už více sídlišť – na rovinách jihozápadního Slovenska bylo asi 300 osad (prakticky po dvou až třech v každém katastru dnešních obcí). Keramika je už často vyzdobena okrouhlými jamkami na styku dvou linií, které postupně prorůstají do souvislého vrypu (tzv. notové hlavičky). V tomto období neolitičtí rolníci kvůli získání polí odlesnili rozsáhlá území jihozápadního Slovenska a zdá se, že jsou to území, na nichž dodnes les není, místo něj se tam vytvořila černozem. Významná sídliště jsou Blatné, Čataj, Patince, Cífer-Pác a Bratislava-Mlynská dolina s typickými neolitickými až 45 m dlouhými domy. Z tohoto období se našly četné plastiky (hlavičky ženy, plastiky s rytím motivu rybí kosti na zádech, aplikovaná plastika na nádobách, zoomorfní plastika). 